# Mnema (mjesec)
Mnema (također Jupiter XL) je prirodni satelit planeta Jupiter, iz grupe Ananke. Retrogradni nepravilni satelit s oko 2 kilometra u promjeru i orbitalnim periodom od 640.769 dana.